# Укороченный побег

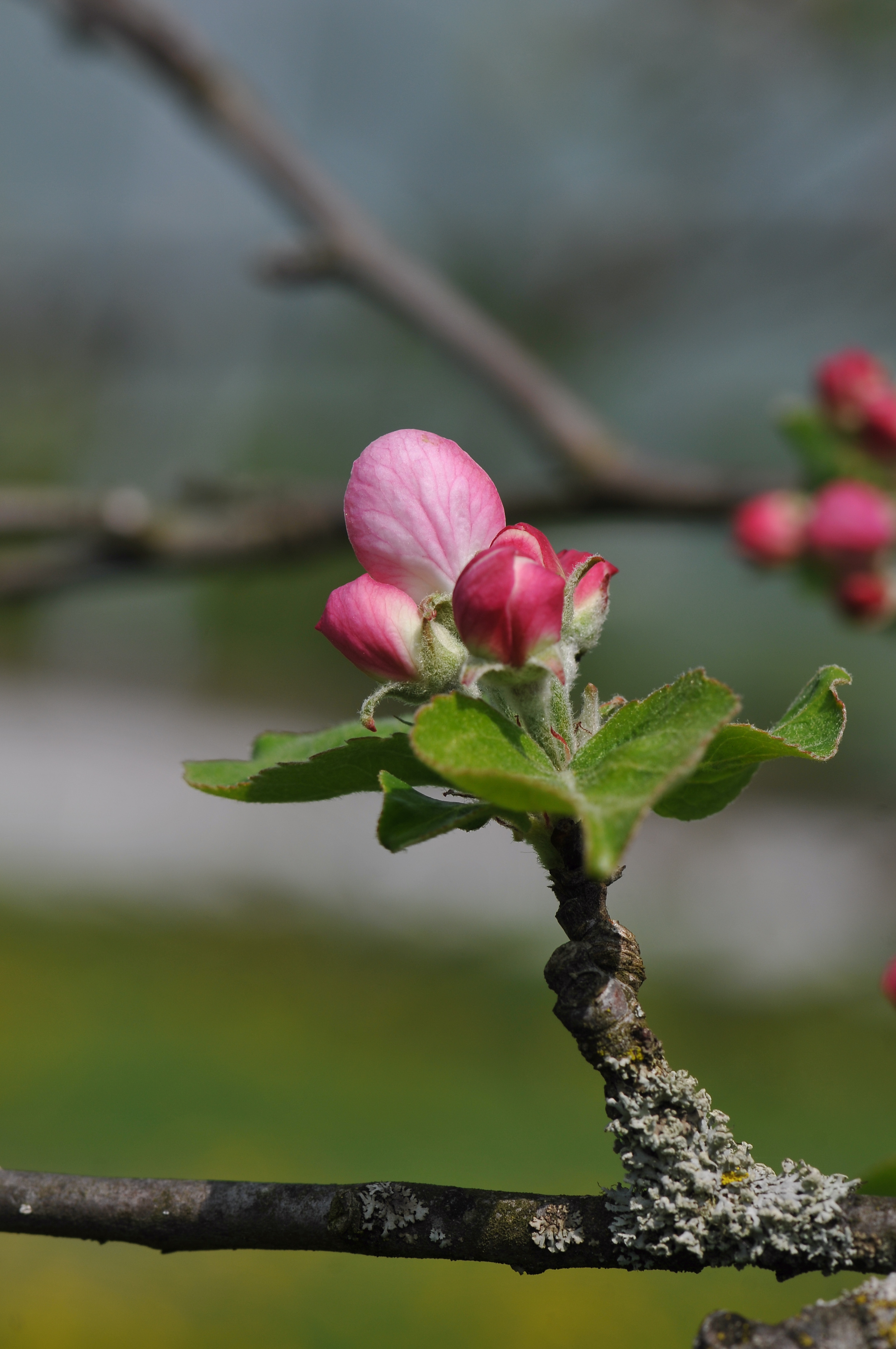
Брахибласт яблони с цветочными почками

Укоро́ченный побе́г, или брахибла́ст, — побег, для стебля которого характерны слабо выраженные междоузлия (крайне незначительные расстояния между соседними узлами).
У некоторых растений (винограда, виноградовника, берёзы) укороченные побеги чередуются с удлинёнными. Особенно характерно выражается это явление у винограда. Семя винограда даёт в первый год после прорастания небольшой побег. Из почек в пазухе его листьев вырастают на следующий год удлинённые, хорошо развитые побеги, а далее, на будущий год, каждая почка этого побега дает более хилые побеги, которые к осени замирают до нижней своей почки, так что от такого побега остаётся только одно нижнее междоузлие. Оно и называется укороченным побегом. Единственная почка укороченного побега развивается в следующий вегетационный период.
Брахибласту противопоставляют «ауксибласт» — побег с хорошо выраженными междоузлиями.